# 3800 Karayusuf
3800 Karayusuf è un asteroide areosecante. Scoperto nel 1984, presenta un'orbita caratterizzata da un semiasse maggiore pari a 1,5779223 UA e da un'eccentricità di 0,0756534, inclinata di 14,84709° rispetto all'eclittica.